# The Story So Far (film, 2001)
A The Story So Far egy 2001-es dokumentumfilm, amelyet Brant Sersen rendezett. A film a legendás és népszerű Sick of It All hardcore punk együttesről szól. A főszereplők természetesen a zenekar tagjai, akik a zenekar életéről mesélnek. A filmben feltűnnek még a NOFX és a Rancid együttesek is, valamint a Fat Wreck Chords kiadó emberei is.
A dokumentumfilm Magyarországra soha nem jutott el, Amerikában 2001. április 21-én mutatták be. 60 perces az időtartama. A gyártási költség nagyjából 10.000 dollár volt.